# 法律四角
法律四角（Four Corners of the Law）是指美國南卡罗来纳州查尔斯顿的会议街（Meeting Street）与宽街（Broad Street）的交叉路口。
这个名词是在1930年代，由主持《信不信由你》的罗伯特·李普利提出。圣公会圣米迦勒堂（德国福音路德会圣马太堂）兴建于1752和1761年之间，位于十字路口的东南角。在教堂墓地埋葬着约翰·拉特利奇和美国宪法的签署人之一查尔斯·考特斯沃斯·匹克尼。在东北角是查尔斯顿市政厅，建于1800年到1804年。在它的对面，西北角上，矗立着查尔斯顿县法院，最初建于1753年，为南卡罗来纳州议会，该建筑于1792年重建，改为法院。美国邮政总局和联邦法院位于西南角，建于1896年。 交叉路口的四个角分别代表联邦，州，地方和教会的法律。